# Émile Clapeyron

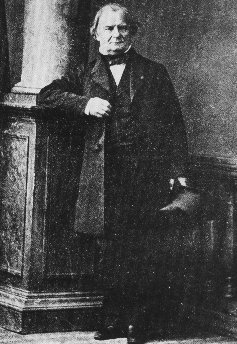
Émile Clapeyron

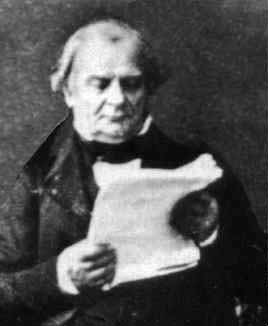
Émile Clapeyron

Émile Clapeyron (Benoît Paul Émile Clapeyron) (* 26. Januar 1799 in Paris; † 28. Januar 1864 ebenda) war ein französischer Physiker.

## Leben
Seine Ausbildung absolvierte er an der École polytechnique und der École des Mines. Danach ging er mit Gabriel Lamé nach Sankt Petersburg, wo er 1820 bis 1830 als Mathematiklehrer und als Ingenieur arbeitete. Nach der Rückkehr nach Frankreich arbeitete er als Bauingenieur (unter anderem beim Bau der ersten französischen Eisenbahn 1835 von Paris nach St. Germain) und wurde 1844 Professor für Maschinenbau und Mechanik an der École nationale des ponts et chaussées in Paris.
Clapeyron entwickelte in seiner Arbeit Mémoire sur la puissance motrice de la chaleur (1834) eine graphische Darstellung der thermodynamischen Kreisprozesse von Sadi Carnot. Er gab der Arbeit von Carnot auch eine mathematische Form, auch die Zustandsgleichung für ideale Gase in der heute üblichen Form stammt von ihm. Die von ihm eingeführte Clausius-Clapeyron-Gleichung für den Verdampfungs-Phasenübergang bei Flüssigkeiten wurde 1850 von Rudolf Clausius erweitert. Auch in der Baustatik ist eine Gleichung der Balkentheorie nach ihm benannt, die sogenannte Dreimomentengleichung am Durchlaufträger von 1857, die er bei den Berechnungen für die Eisenbahnbrücke Asnières entwickelt hatte.
Im März 1858 wurde er Mitglied der Académie des Sciences. Seit 1830 war er korrespondierendes Mitglied der Russischen Akademie der Wissenschaften in Sankt Petersburg. Sein Name wurde als einer der 72 Namen auf dem Eiffelturm in Paris verewigt.

## Veröffentlichungen
- Abhandlung über die bewegende Kraft der Wärme (= Ostwalds Klassiker der exakten Wissenschaften. Nr. 216). Akademische Verlagsgesellschaft, Leipzig 1926